# Pleroma (gnostiek)
Het Griekse woord pleroma betekent 'volheid'. Het heeft vooral een theologische betekenis. In de brief van Paulus aan de Kolossenzen staat bijvoorbeeld In Hem heeft heel de volheid willen wonen (Kolossenzen 1:19 NBV). In de brief van Paulus aan de Efeziërs staat Dan zult u [...] de liefde van Christus kennen die alle kennis te boven gaat opdat u zult volstromen met Gods volkomenheid (Efeziërs 3:18-19 NBV). In totaal wordt het woord in het Nieuwe Testament zeventien maal gehanteerd. Het heeft echter vooral betekenis in de gnostiek. Dit artikel handelt over de gnostische opvattingen over dat begrip pleroma. 

## Betekenis in de gnostiek
In de gnostiek is pleroma de benaming voor de volheid, de structuur en verblijfplaats van de goddelijke wereld. In de gnostische teksten wordt het pleroma verschillend beschreven. Daarin zijn ook verschillende gnostische opvattingen en de verschillen tussen stromingen, zoals het sethianisme en het valentinianisme te herkennen. De essentie van de top van het pleroma is echter vaak min of meer hetzelfde. 
Er is sprake van een Vader, een Moeder en een Zoon. De Vader ziet zich weerspiegeld in het lichtwater dat hem omgeeft en realiseert zich dat hij zichzelf ziet. Die gedachte verzelfstandigt zich en dat creëert de Moeder, vaak aangeduid als de Eerste Gedachte of ook wel Barbelo. Zij ontvangt een lichtvonk van de vader en produceert een Licht, de Zoon. Die wordt door de Vader gezalfd en daarom de Gezalfde, Christus, genoemd.  
In alle gnostische teksten over het pleroma verschijnen dan eonen. Dat zijn emanaties van de Moeder en de Zoon. Het zijn goddelijke krachten van een lagere orde. In vrijwel alle teksten hebben de eonen een vorm van een ruimtelijk aspect. Het kunnen entiteiten zijn, die de bewustzijnsniveaus beheersen die er tussen hemel en aarde zijn. Over het algemeen is er sprake van een hiërarchische structuur van eonen. 
De meest uitgebreide beschrijving van een pleroma is in de teksten van de vier versies van het Geheime Boek van Johannes of het  Apocryphon van Johannes. In die teksten vraagt Barbelo aan de Vader om enkele eonen die haar kunnen dienen. Afhankelijk van de versie krijgt zij dan vier of vijf eonen met namen als Voorkennis, Onvergankelijkheid, Eeuwig Leven en Waarheid. Christus ontvangt eonen als Geest (Nous), Wil en Woord (Logos). Deze eonen rangschikken zich als paren en uit die vereniging komen dan de lagere eonen voor. 
In het valentinianisme zijn iets andere voorstellingen van een pleroma. In het Evangelie der Waarheid en de Verhandeling in drie delen waren de eonen als gedachten en gevoelens in de godheid zelf ingesloten. Die eonen worden met woorden vergeleken en komen pas later tot een zelfstandig bestaan als die worden uitgesproken door de Logos. In die opvatting wordt het zelfstandig worden van de eonen opgevat als een vorm van verlossing. 
Een andere beschrijving van een pleroma wordt toegeschreven aan de gnosticus Ptolemaeus (overleden na 180), de belangrijkste leerling van Valentinus (ca. 100-ca. 160). In dat pleroma is sprake van een volmaakte eon, die Oerbegin, Oervader of Diepte (Bythos) wordt genoemd. Samen met hem was er zijn Gedachte, die ook Genade en Stilte wordt genoemd. Diepte brengt een zaad in Stilte en zij brengt dan Geest (Nous) voort, die ook wel de Eniggeborene wordt genoemd. Ook Waarheid wordt op deze wijze voortgebracht. Dat is het eerste Viertal, dat bestaat uit twee paren. Uit Geest en Waarheid komen dan nog twee paren tevoorschijn. Vervolgens ontstaan er nog tweeëntwintig andere eonen. De essentie van dit pleroma wordt met een afwijking van het aantal eonen beschreven in de Valentiniaanse verhandeling.   
In het vakgebied is er consensus dat de opvattingen over deze valentiniaanse voorstelling van het pleroma beïnvloed moeten zijn door pythagoreïsch gedachtegoed. Het tweede paar in dit pleroma kan ontleend zijn aan de Staat van Plato, waarin betoogd wordt dat het Goede Waarheid en Geest voortbrengt.
De kerkvader Ireneüs van Lyon (ca. 140-ca. 202) schrijft in zijn Adversus Haereses  de constructie van een ander pleroma aan Basilides toe. Daarin komen een aantal goddelijke gestalten uit elkaar voort. Uit een Ongeboren Vader ontstaan Geest (Nous), Verstand (Logos),  Inzicht (Phronesis) en Wijsheid (Sophia). Uit het laatste paar ontstaan krachten als engelen die een eerste hemel scheppen. Daaruit ontstaat een tweede hemel en dat herhaalt zich tot er 365 hemelen zijn. 
In een aantal gnostische geschriften volgt na de beschrijving van het pleroma die van de schepping van de bekende fysieke wereld. Ook dit aspect wordt het meest uitgebreid beschreven in het Apocryphon van Johannes. Die schepping is het resultaat van een breuk binnen het pleroma. De laagste eon, Sophia, ook wel Pistis Sophia, wil uit zichzelf iets voortbrengen zonder de wetenschap van haar paargenoot en de vader. Dat heeft een misgeboorte tot gevolg. Die wordt door Sophia buiten het pleroma gestoten. Het is de Demiurg, ook wel Jaldabaoth genaamd. In de gnostiek wordt die vereenzelvigd met JHWH, de Hebreeuwse God van het Oude Testament. Hij heeft veel kracht aan zijn moeder onttrokken en dat stelt hem in staat de wereld en de mens te scheppen.